# Fantastic Four (2006)
Fantastic Four, ook wel bekend als Fantastic Four: World's Greatest Heroes, is een animatieserie gebaseerd op de superheldengroep de Fantastic Four van Marvel Comics. Het is de vierde animatieserie gebaseerd op dit team.
De serie werd uitgezonden op Cartoon Network en ging in première op 2 september 2006 als onderdeel van Toonami. In het programma worden tweedimensionale tekeningen gecombineerd met driedimensionale computeranimatie.
In Nederland en Vlaanderen kwam de serie van 1 oktober 2007 tot en met 1 januari 2017 op Cartoon Network.

## Verhaal
De serie staat los van de voorgaande incarnaties van de Fantastic Four. Bij aanvang van de serie is het team reeds samengesteld en de leden zijn reeds actief als superhelden, mogelijk omdat de producenten ervan uit zijn gegaan dat alle kijkers door de live-actionfilm bekend zijn met de oorsprong van de Fantastic Four.
De serie hanteert enkele scenario's die in de film waren te zien, zoals dat de vier kun krachten kregen aan boord van een ruimtestation en dat hun grootste tegenstander, Dr. Doom, ook bij hen was ten tijde van het ongeluk.
De meeste afleveringen bevatten unieke verhalen en waren dus niet gebaseerd op verhalen uit de strips, zoals bij de voorgaande animatieserie wel het geval was. Bekende tegenstanders van de Fantastic Four maken hun opwachting in de serie, evenals andere Marvel-helden, zoals Ant-Man.

## Stemmen
| Personage                      | Amerikaanse stemacteur | Nederlandse stemacteur |
| ------------------------------ | ---------------------- | ---------------------- |
| Reed Richards / Mr. Fantastic  | Hiro Kanagawa          | Oscar Siegelaar        |
| Johnny Storm / The Human Torch | Christopher Jacot      | Florus van Rooijen     |
| Susan Storm / Invisible Woman  | Lara Gilchrist         | Cystine Carreon        |
| Ben Grimm / The Thing          | Brian Dobson           | Simon Zwiers           |
| H.E.R.B.I.E.                   | Samuel Vincent         | Huub Dikstaal          |
| Dr. Doom                       | Paul Dobson            | Marcel Jonker          |
| Alicia Masters                 | Sunita Prasad          | n.n.b.                 |

De Nederlandse verteller in het beginliedje werd gedaan door Sander de Heer. Hij sprak ook enkele bijrollen in.

### Gastrollen
- Michael Adamthwaite – Namor the Sub-Mariner
- Stephanie Brillon – Jennifer Walters/She-Hulk
- Don Brown – Henry Peter Gyrich
- Trevor Devall – Diablo
- Michael Dobson – Ronan the Accuser, Mr. Bonner-Davis
- Paul Dobson – Mole Man
- Brian Drummond – Agent Pratt (in het Nederlands: Sander de Heer)
- Laura Drummond – Courtney Bonner-Davis
- Andrew Kavadas – Dr. Bruce Banner
- Mark Gibbon – The Hulk
- Jonathan Holmes – The Wizard
- David Kaye – Iron Man
- Terry Klassen – Impossible Man (in het Nederlands: Dieter Jansen)
- Scott McNeil – Annihilus
- Colin Murdock – Willie Lumpkin
- Peter New – Rupert the Geek
- John Novak – Supreme Intelligence
- Mark Oliver – Cmd. Kl'rt/Super-Skrull
- John Payne – Henry Pym/Ant Man
- Alvin Sanders – Puppet Master
- Venus Terzo – Lucia von Bardas

## Andere helden
Naast de Fantastic Four hebben ook de volgende helden een gastrol in de serie:
- Hulk (Hard Knocks, The Cure)
- Ant-Man (World's Tinest Heroes)
- Namor the Sub-Mariner (Imperious Rex, Atlantis Attacks)
- Flatman (The Cure)
- Frog-Man (The Cure)
- Texas Twister (The Cure)
- Captain Ultra (The Cure)
- Squirrel Girl (The Cure)
- She-Hulk (The Cure)
- Iron Man (Shell Games)
- Spider-Man (Frightful)

## Afleveringen
1. Trial by Fire
2. Doomed
3. Doomsday
4. Hard Knocks
5. My Neighbor Was a Skrull
6. World's Tiniest Heroes
7. Zoned Out
8. Imperious Rex
9. Puppet Master
10. Impossible
11. Bait And Switch
12. Annihilation
13. De-Mole-Ition
14. Molehatten
15. Revenge of the Skrulls
16. Strings
17. Doomsday Plus One
18. The Cure
19. Frightful
20. Out Of Time
21. Atlantis Attacks
22. Shell Games
23. Johnny Storm And The Potion Of Fire
24. Contest of Champions
25. Doom's Word Is Law
26. Scavenger Hunt